# Faros de Cantabria

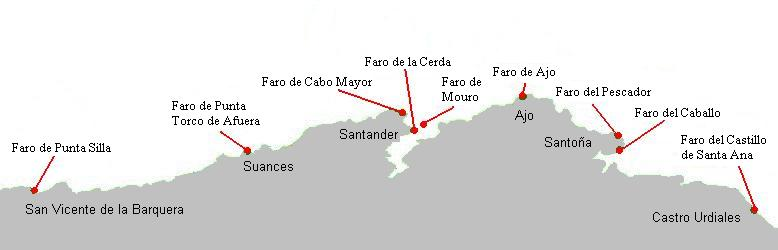
Faros de Cantabria (España).

La costa de Cantabria cuenta con nueve faros a lo largo de sus 174 kilómetros, entre la desembocadura del río Deva (ría de Tina Mayor) por el oeste en el límite con Asturias y la punta de Covarón, cerca de la ensenada de Ontón, por el este en el límite con Vizcaya.
Estos nueve faros son:
- En San Vicente de la Barquera:
  - El faro de Punta Silla.
- En Suances:
  - El faro de Punta del Torco de Afuera.
- En Santander:
  - El faro de Cabo Mayor.
  - El faro de Mouro.
  - El faro de la Punta de la Cerda.
- En Ajo:
  - El faro de Ajo.
- En Santoña:
  - El faro del Pescador.
  - El faro del Caballo (fuera de servicio).
- En Castro-Urdiales:
  - El faro del castillo de Santa Ana.

De acuerdo con la clasificación oficial, el faro de Cabo Mayor es de segundo orden, los faros de Ajo y del Pescador son de cuarto orden, los de Castro-Urdiales, isla de Mouro, la Cerda y Suances son de quinto orden, y de sexto orden los de San Vicente de la Barquera y el del Caballo.
El haz de luz de mayor alcance es el generado por Cabo Mayor, con 29 millas en tiempo medio, seguido por los que emiten el de Castro-Urdiales y el del Pescador, que alcanzan las 24 millas.
El faro más antiguo es el de Cabo Mayor, que conserva en perfecto estado la torre primitiva, construida en el año 1830. El más moderno, de los nueve de Cantabria, es el de Cabo Ajo, inaugurado justamente cien años después que el de Cabo Mayor, ya en 1930. También es el de Ajo el faro más septentrional de los nueve, con una latitud de 43 grados, 30,8 minutos.

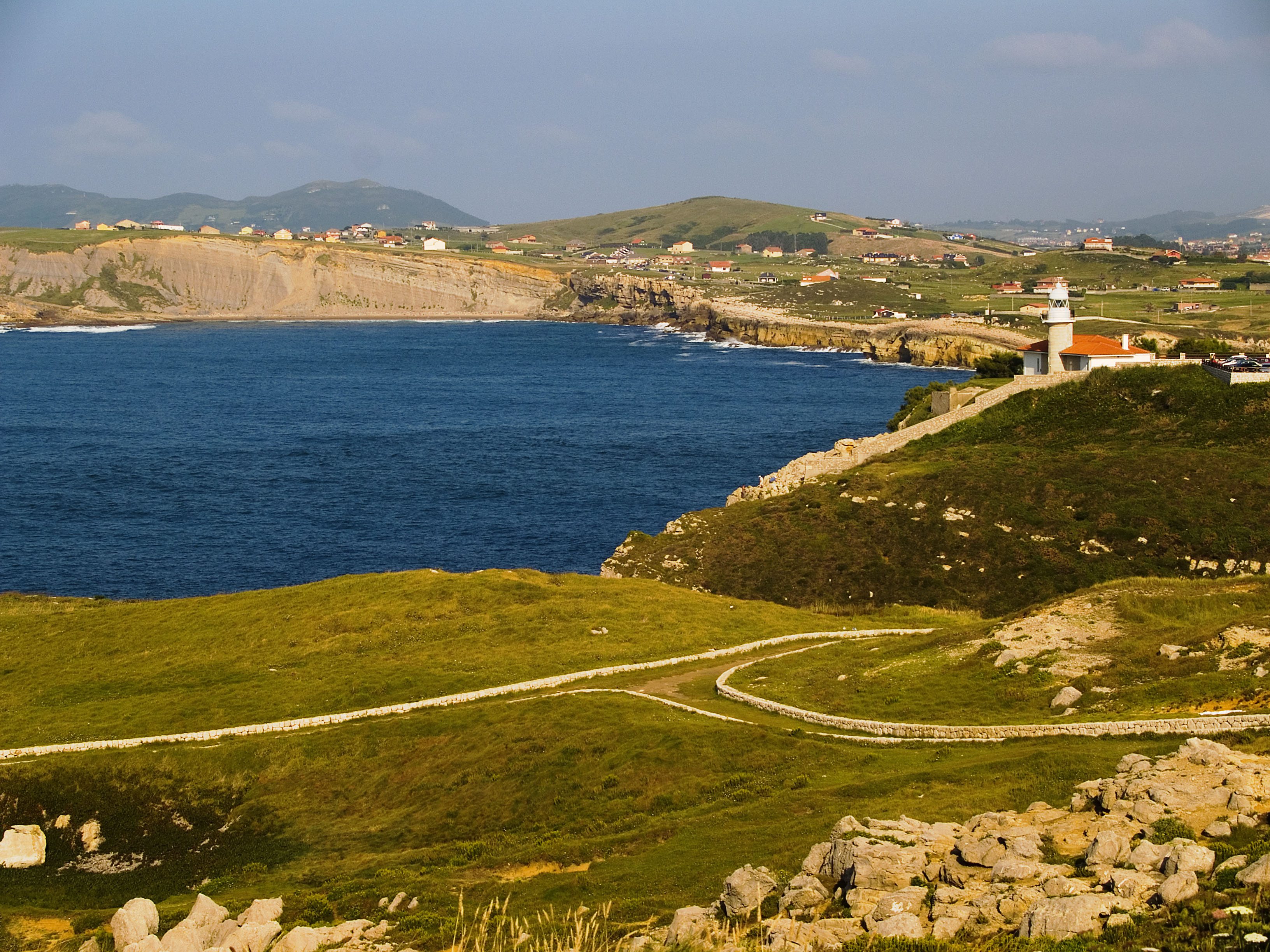
Faro de Punta Torco de Afuera, en Suances.
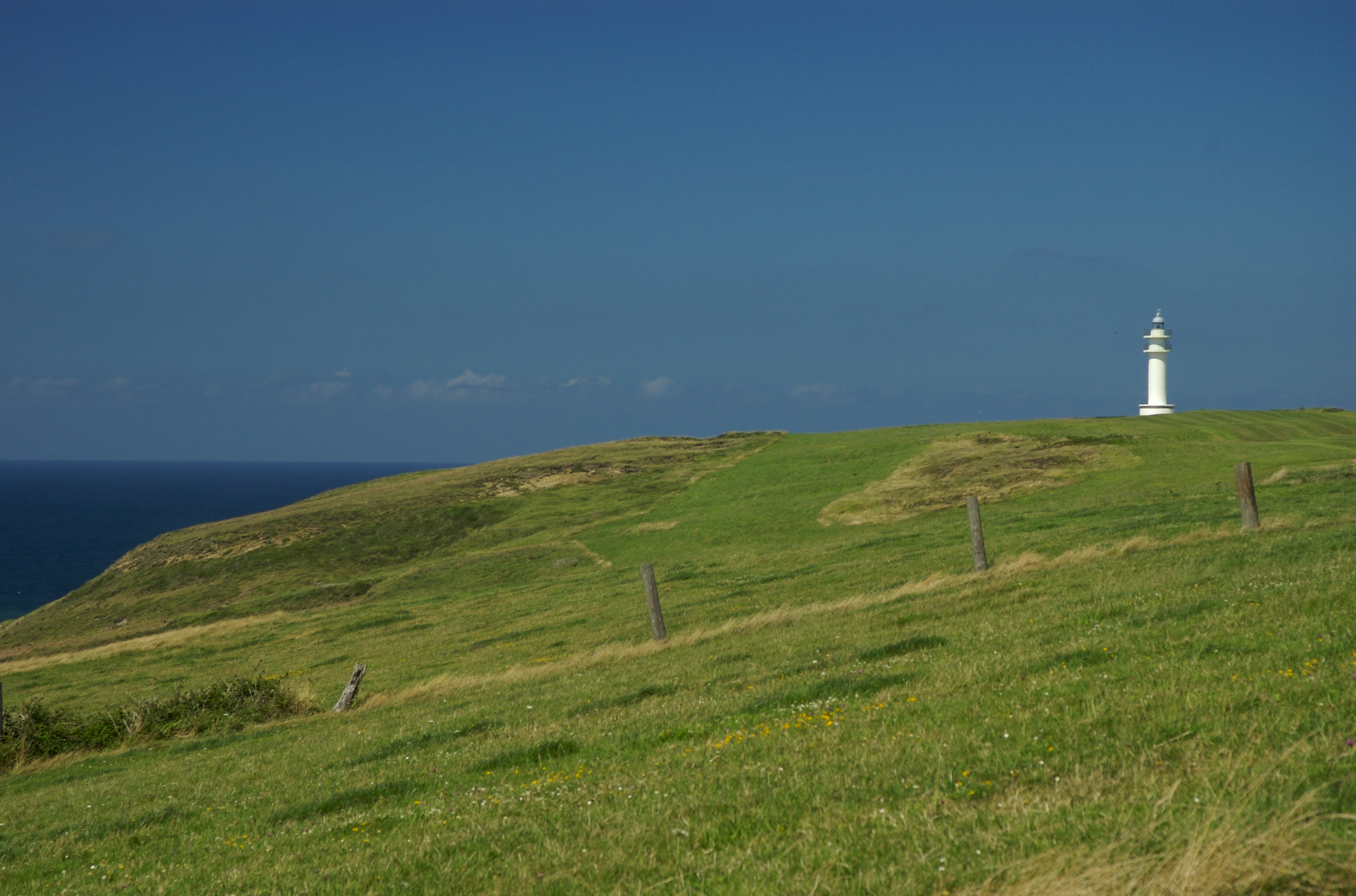
Faro de Ajo.
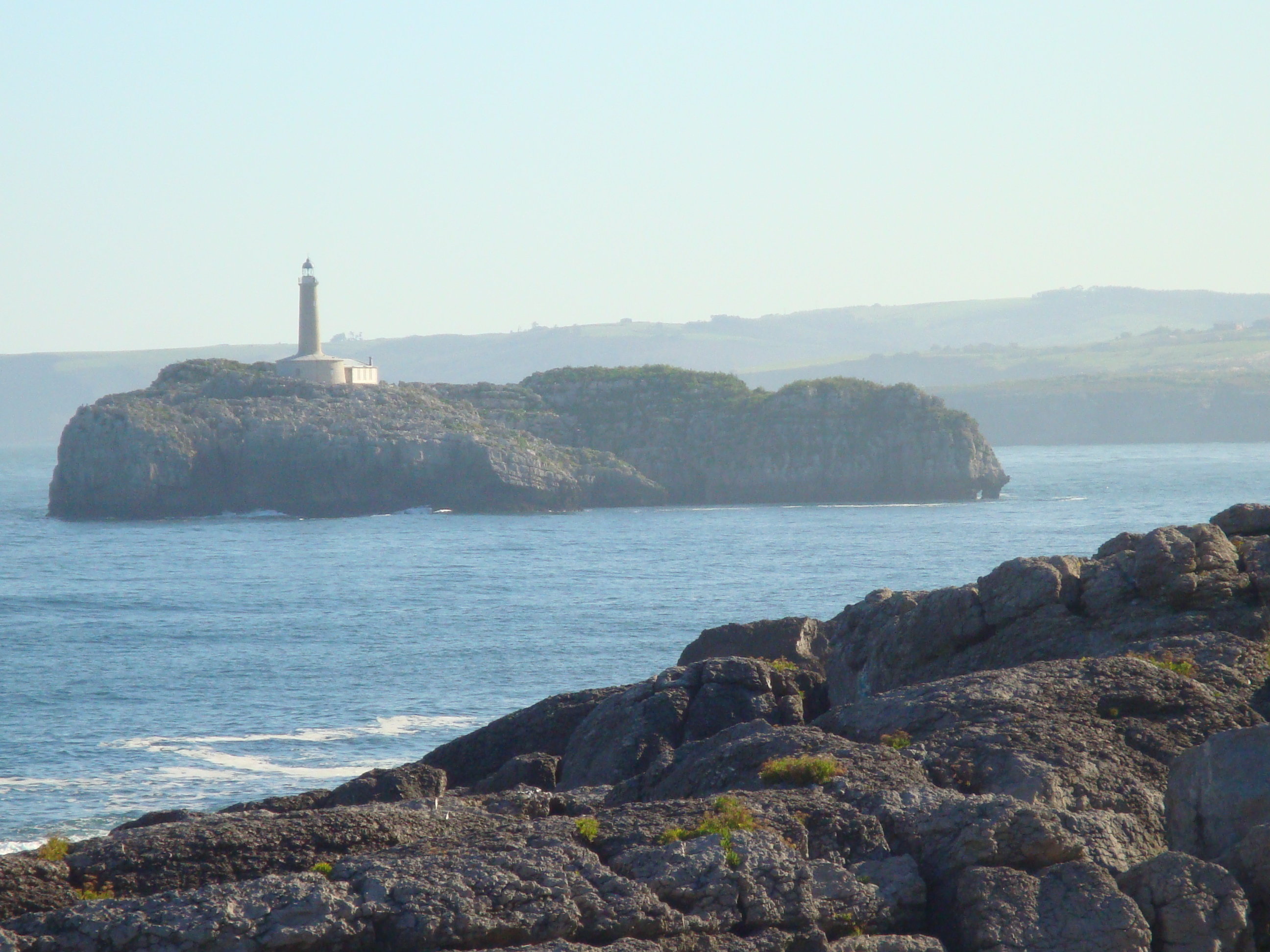
Faro de Mouro.
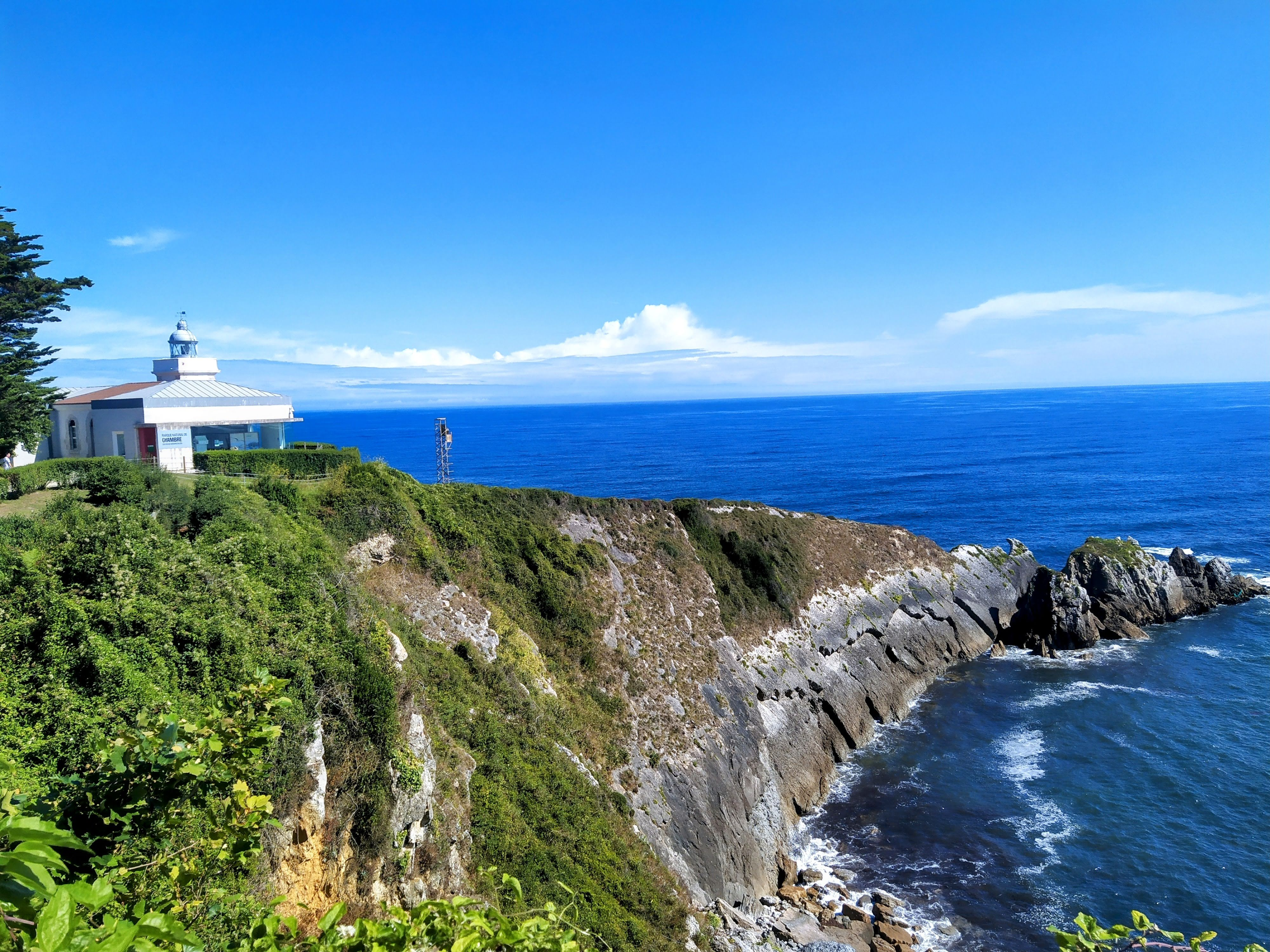
Faro de Punta Silla, en San Vicente de la Barquera.
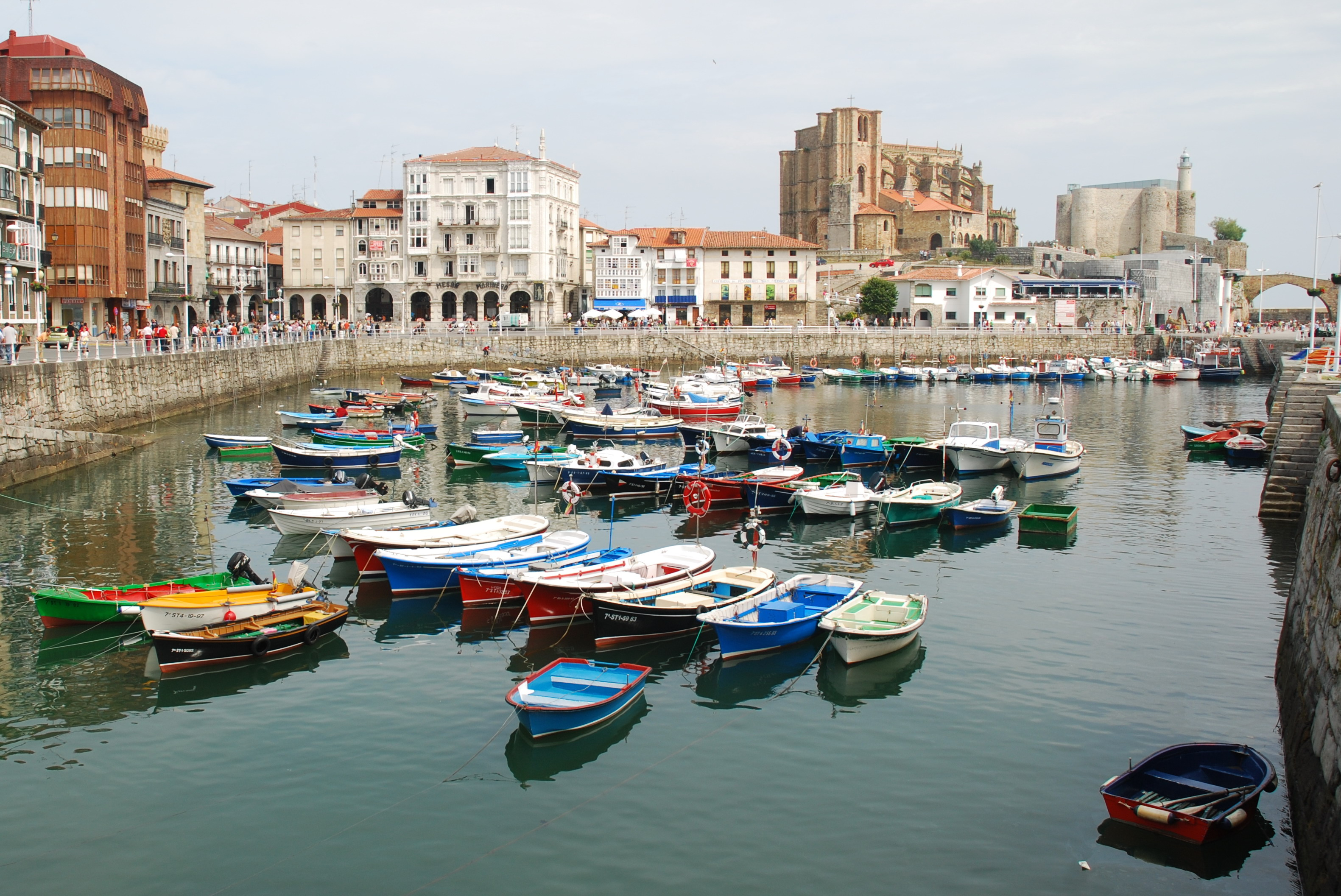
Faro del castillo de Santa Ana, en Castro-Urdiales.